# 거제해맞이역
거제해맞이역(Geojehaemaji station, 巨堤해맞이驛)은 부산광역시 연제구 거제동에 있는 동해선 광역전철의 전철역이다.

## 역명 유래
광역철도 개통 이전의 옛 역명은 거제역이었다. 전철 노선의 역명을 결정할 당시, 동명의 부산 도시철도 3호선 거제역은 이 역과 멀리 떨어져 있으며 가까운 남문구역과의 환승이 계획되어 있었다. 이에 3호선 환승으로 인한 역명 혼선 방지 차원에서, 환승 예정인 '남문구역'을 '거제역'으로, 이 역(거제)을 현재의 역명(거제해맞이)으로 변경하였다.
거제해맞이는 거제4동을 가리키는 옛 지명인 해맞이마을에서 유래된 이름이다. 해맞이마을은 원래 '홰바지마을'이라고 불렀는데, 이는 조선 시대에 형성된 부산장(현재의 부산진시장)에서 집으로 돌아가는 길이 멀고 험했기 때문에 저녁이 되면 마을 사람들이 횃불을 들고 집으로 돌아오는 장사꾼들을 마중나갔기 때문에 붙여진 이름이다.

## 역사
- 1940년 12월 1일 : 부산진 기점 7.7 km에서 동해남부선 거제역(巨堤驛) 영업 개시[3]
- 1943년 6월 30일 : 역사 신축 준공
- 1951년 5월 1일 : 보통역으로 승격
- 1954년 8월 1일 : 육군기지창 전용선 부설
- 2005년 9월 30일 : 화물 취급 중지
- 2006년 5월 1일 : 소화물 취급 중지[4]
- 2009년 10월 15일 : 역사 철거
- 2011년 10월 5일 : 여객 취급 중지
- 2014년 11월 5일 : 부전 ~ 재송 구간 운행선을 개량선으로 변경
- 2016년 12월 30일 : 동해본선으로 편입, 부산진 기점 6.9 km로 이전, 거제해맞이역으로 역명 변경[5], 광역철도 개통과 함께 전철역이 됨.[6]

## 역 구조
2면 4선 쌍섬식 승강장으로 운용된다. 현재 스크린도어가 설치되어 있다.

### 승강장
| ↑ 부전          |
| １２ \| ３４ \| |
| 거제 ↓          |

| 1 | ● 동해선 광역전철 | 사용하지 않음                               |
| 2 | ● 동해선 광역전철 | 부전 방면                                   |
| 3 | ● 동해선 광역전철 | 거제 · 센텀 · 신해운대 · 일광 · 태화강 방면 |
| 4 | ● 동해선 광역전철 | 사용하지 않음                               |

## 역 주변
| 나가는 곳 | 방면                                   |
| --------- | -------------------------------------- |
| 1         | 계성여자상업고등학교 거성중학교 주차장 |
| 2         | 거제대로                               |
| 3         | 거제4동 행정복지센터 거제초등학교      |

## 승차량 변동
| 역 노선 | 역 노선 | 일평균 인원수 (명/일) | 일평균 인원수 (명/일) | 일평균 인원수 (명/일) | 일평균 인원수 (명/일) | 일평균 인원수 (명/일) | 일평균 인원수 (명/일) | 일평균 인원수 (명/일) | 일평균 인원수 (명/일) | 일평균 인원수 (명/일) | 주 석 |
| 역 노선 | 역 노선 | 2016년                | 2017년                | 2018년                | 2019년                | 2020년                | 2021년                | 2022년                | 2023년                | 2024년                | 주 석 |
| ------- | ------- | --------------------- | --------------------- | --------------------- | --------------------- | --------------------- | --------------------- | --------------------- | --------------------- | --------------------- | ----- |
| 동해선  | 승차    | 516                   | 621                   | 734                   | 838                   | 759                   | 851                   | 992                   | 1,050                 |                       | [ 7 ] |
| 동해선  | 하차    | 411                   | 639                   | 768                   | 861                   | 796                   | 903                   | 1,067                 | 1,128                 |                       | [ 7 ] |

## 구 역사
구 역사는 옛 중앙선 팔당역처럼 승강장 위에 있는 형태로, 이러한 형태는 대한민국과 일본에서 거의 모두 사라졌기 때문에 매우 희귀하였다. 단층으로 된 역사는 대합실과 역무실이 한 건물 안에 있었으며, 지붕은 대칭을 이루는 두 평면으로 되어 있었는데, 이는 전형적인 일제강점기 시골역의 형태였다. 이러한 특징이 있음에도 불구하고 등록문화재로 등재되지 못하였고, 2009년에 철거되었다. 
과거 거제역에 진입하려면 거제4동에서 역으로 진입을 하려면 현재 해맞이로를 건너 다시 거제역 위에 설치된 육교를 건너와서 작은 출입문을 통해서 들어가서 다시 부전역 방면의 철로를 건너 좌측으로 가면 거제역사가 있고 거기시 매표해서 기차를 탔고, 거제3동에서 역으로 진입하려면 현 거제대로를 건너서 거제대로와 철로 사이의 마을을 지나서 작은 출입문을 통해서 역사에 진입하였다. 역사가 상하행선 철로 중간에 있었다. 거제4동쪽에서 기차를 타는 경우에 육교를 건너야 했다. 출입구의 방향은 역의 동쪽에 있는 대로인 거제로의 반대방향이기 때문에 연산동, 거제3동 방면에서 거제역으로 진입하려는 사람들은 거제역 북쪽에 있는 과선교를 건너야 하였다. 거제4동 방면에서는 해맞이로로 명명된 2차로의 좁은 길만 건너면 바로 역으로 들어올 수 있었다.
거제역의 거제4동 방면으로는 '골목시장'이라는 시장이 있다. 거제로 쪽은 폭 5미터 정도의 화단이 1km 정도 동해남부선과 평행하게 나 있었으며, 그 사이에는 일체의 건물이 없다.

### 열차의 운행
2006년 10월 31일까지 통근열차가 운행하였으나, 11월 1일부터 시행된 열차 운행 개편에 따라 동해남부선 통근열차가 사라지고 무궁화호로 대체, 하루에 아침·저녁으로 2회 운행하였다. 2011년 10월 5일부터 여객 취급이 중단되었다.

## 사진

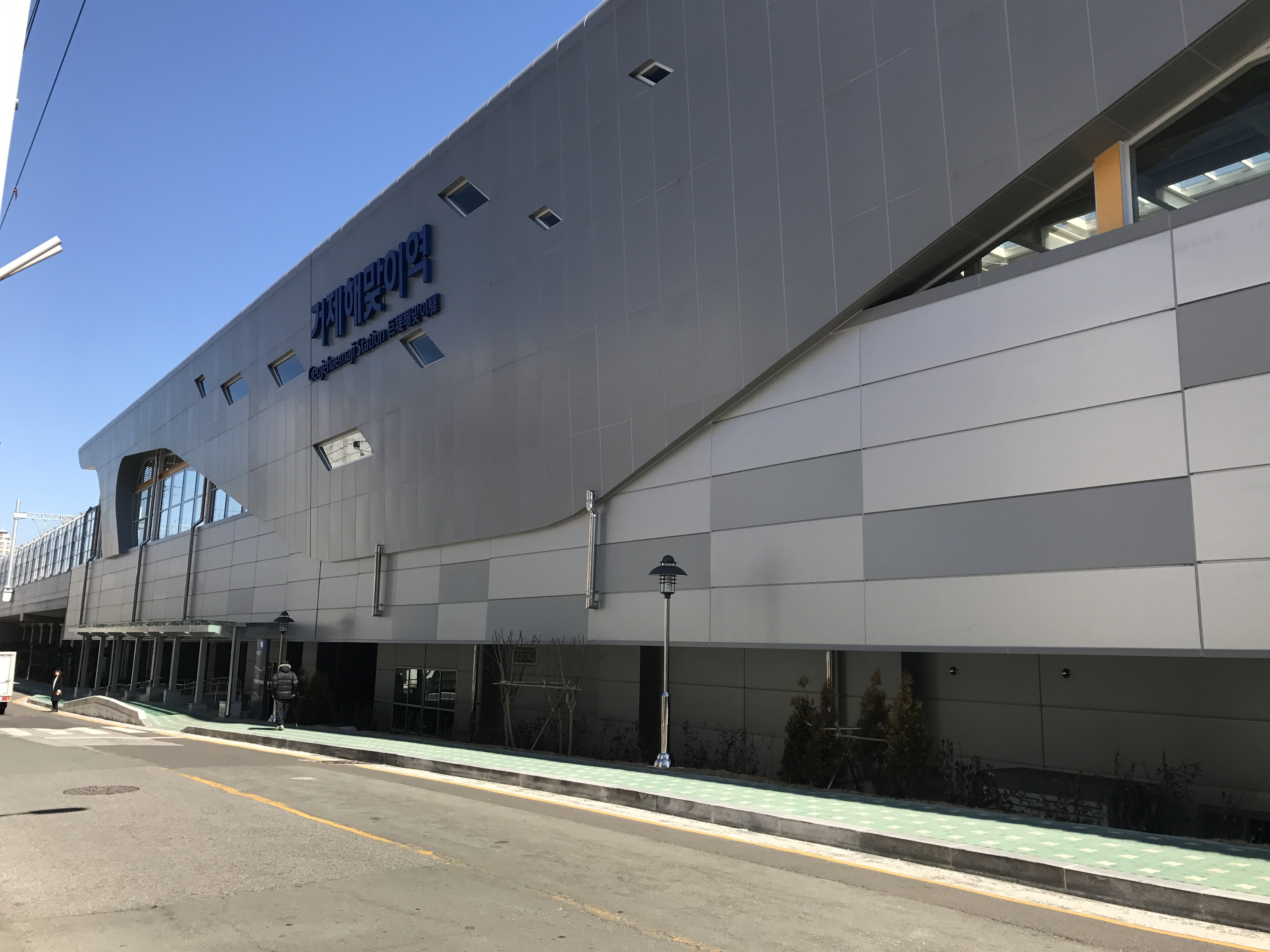
역사
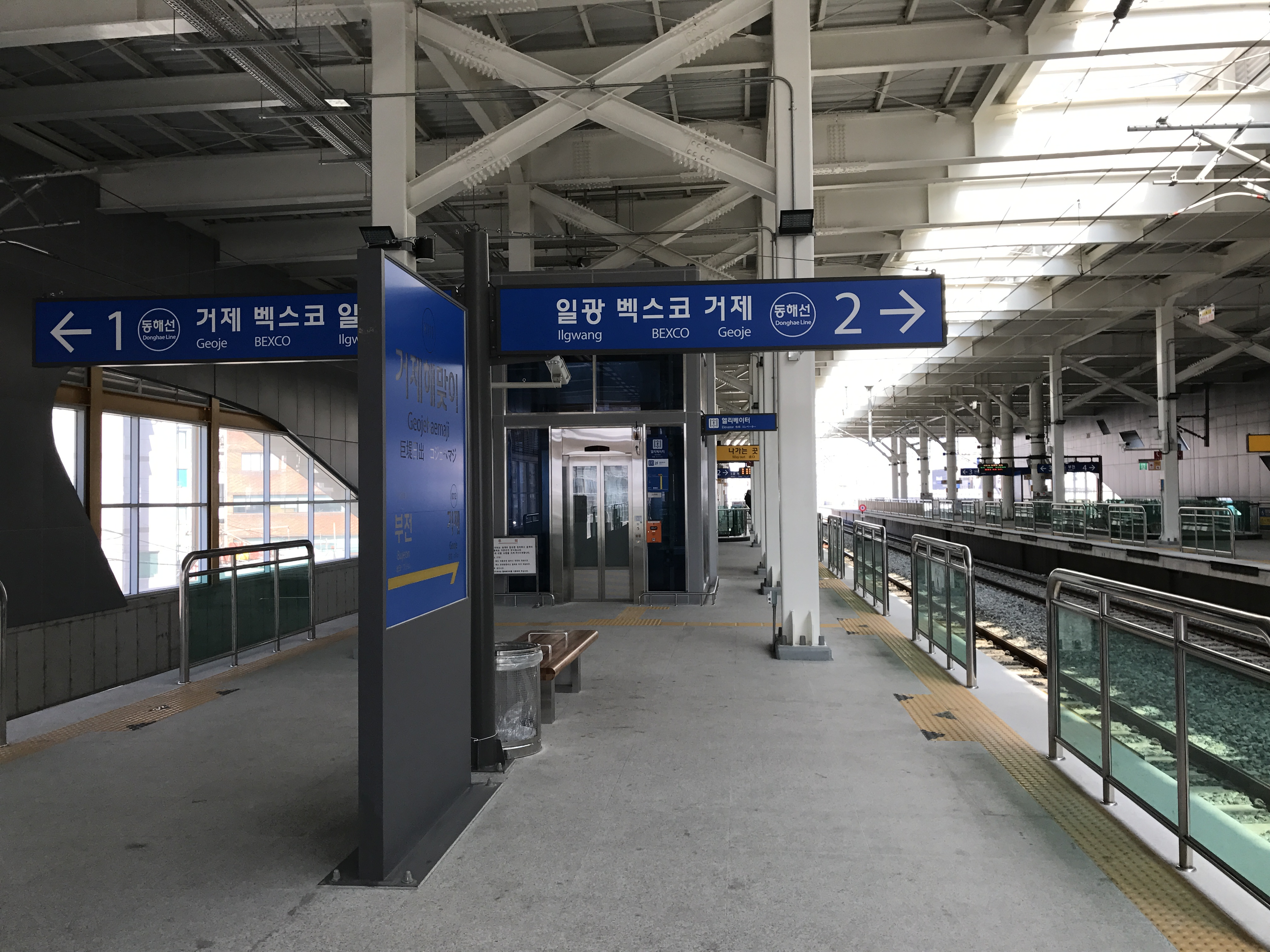
거제해맞이역 승강장 (스크린도어 설치 전)
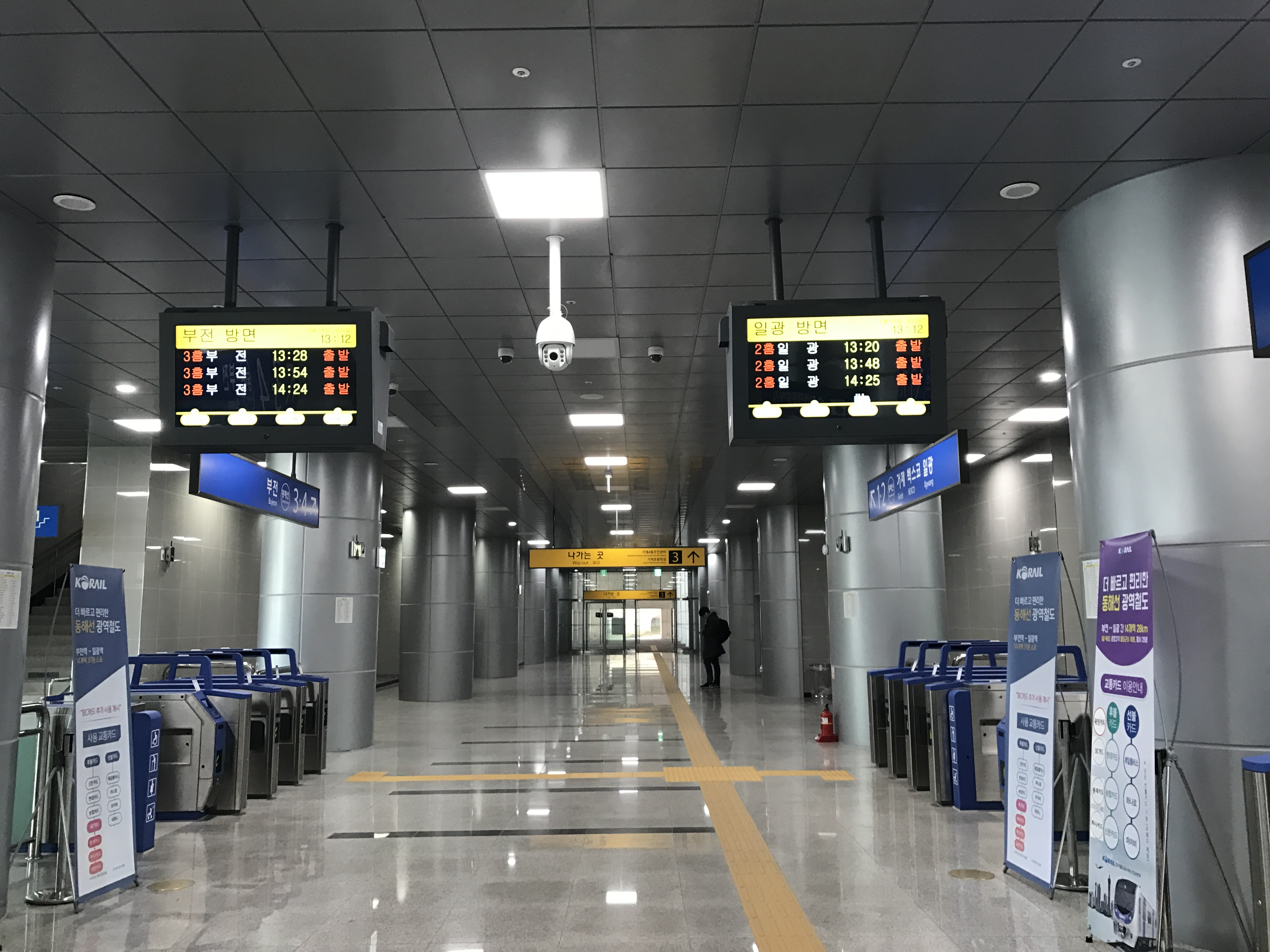
거제해맞이역 내부
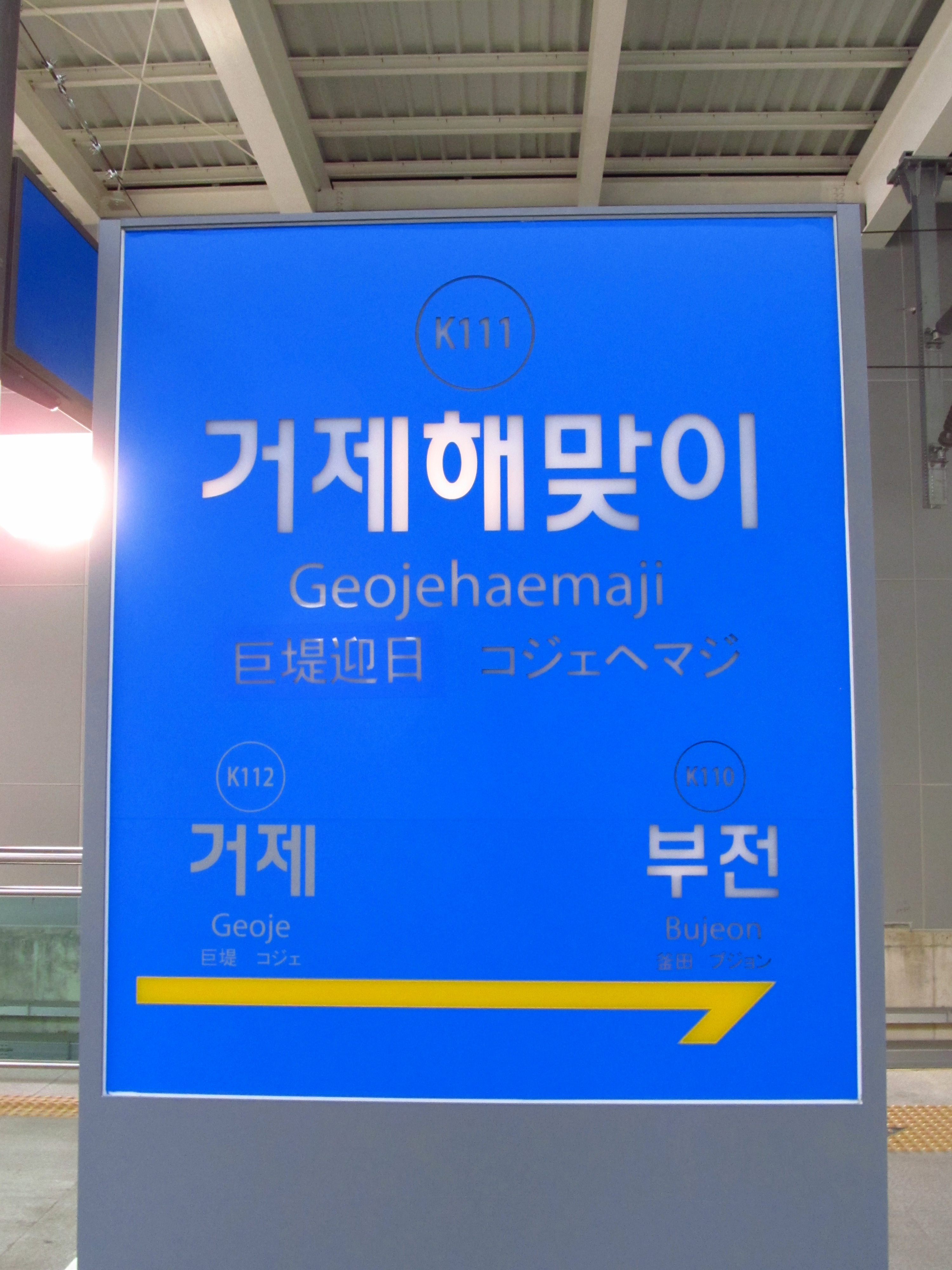
역명판
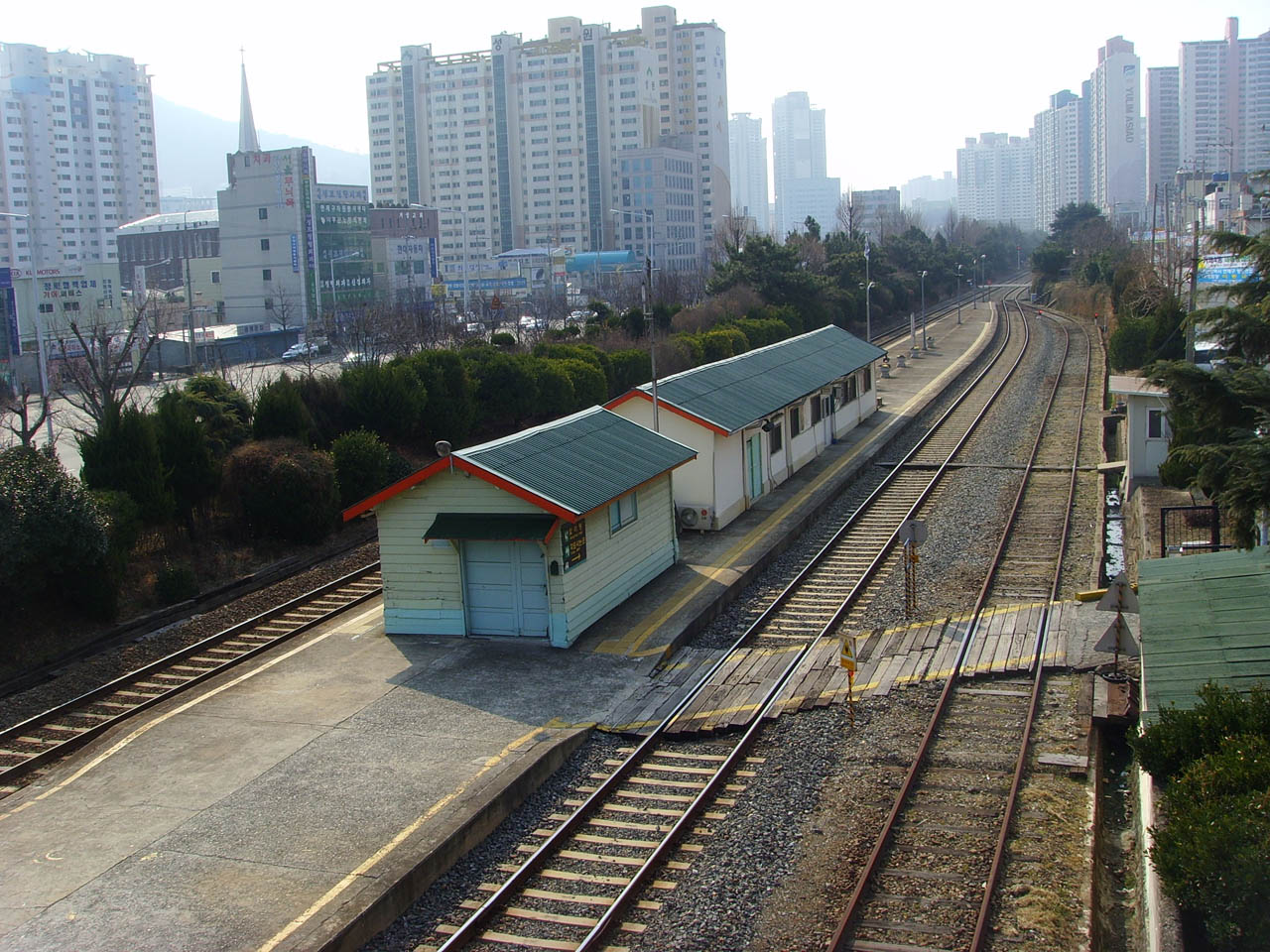
구 거제역 승강장 (2008년)
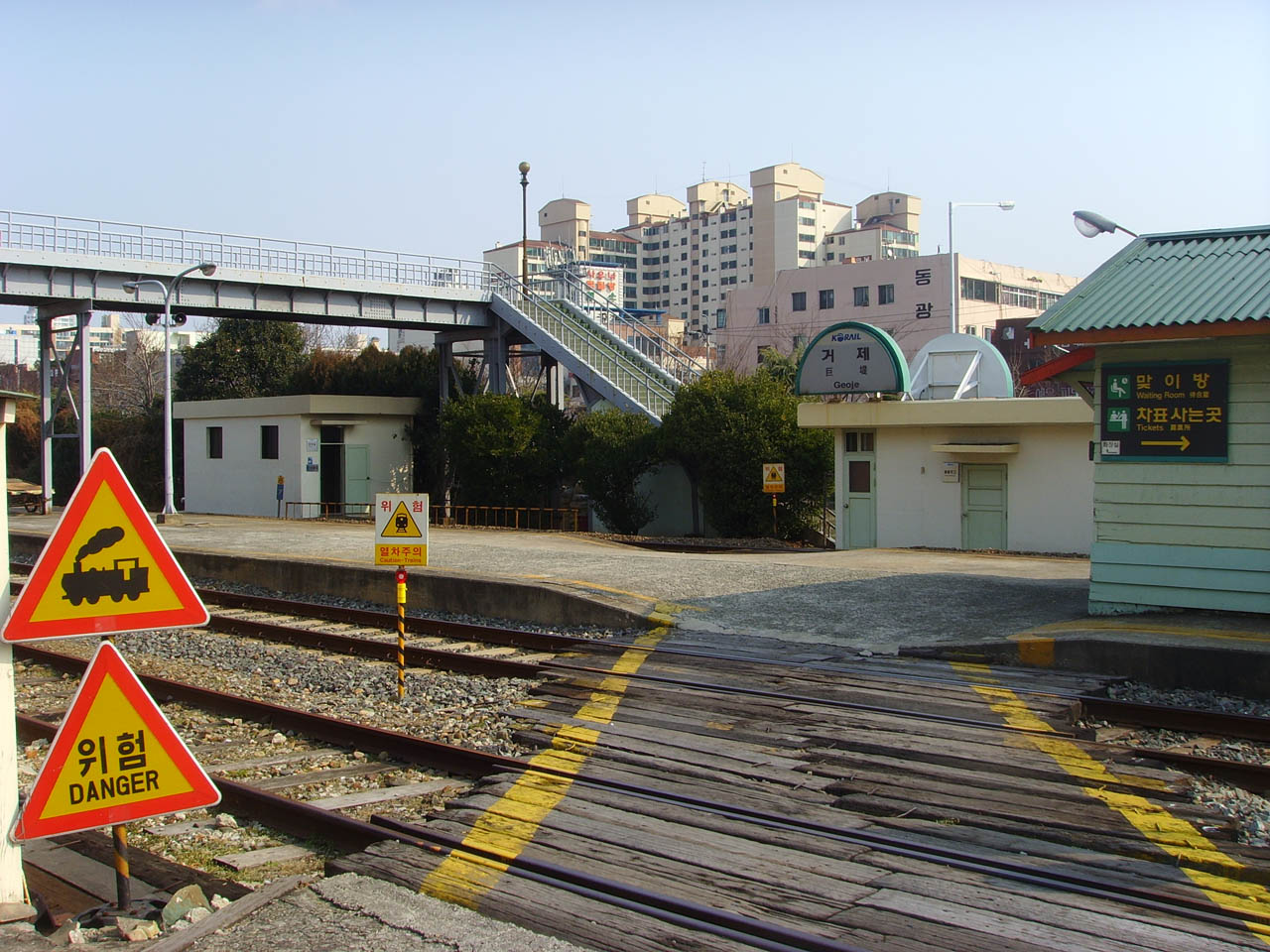
구 거제역사 (2008년)
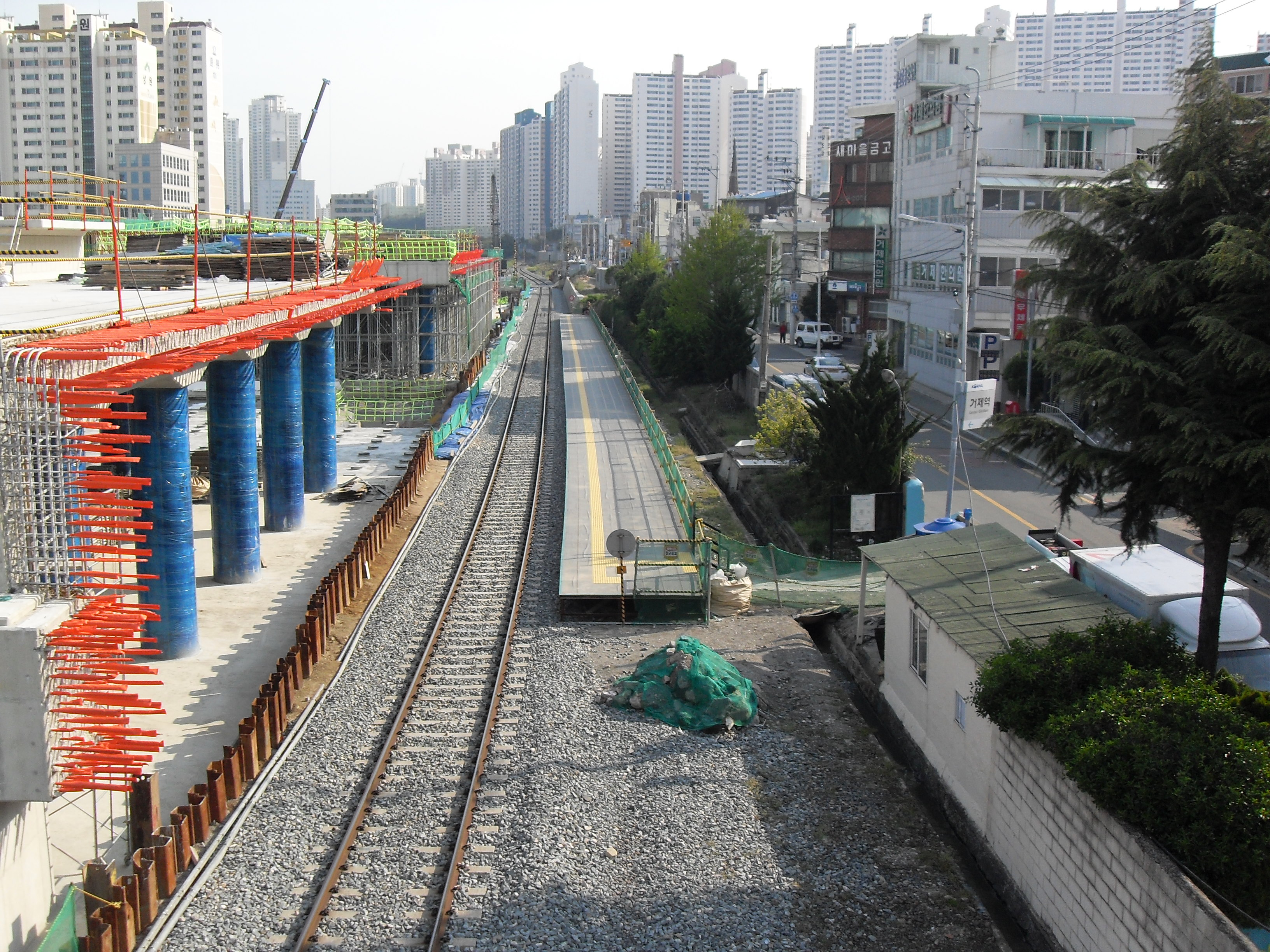
구 거제역 승강장 (2010년)
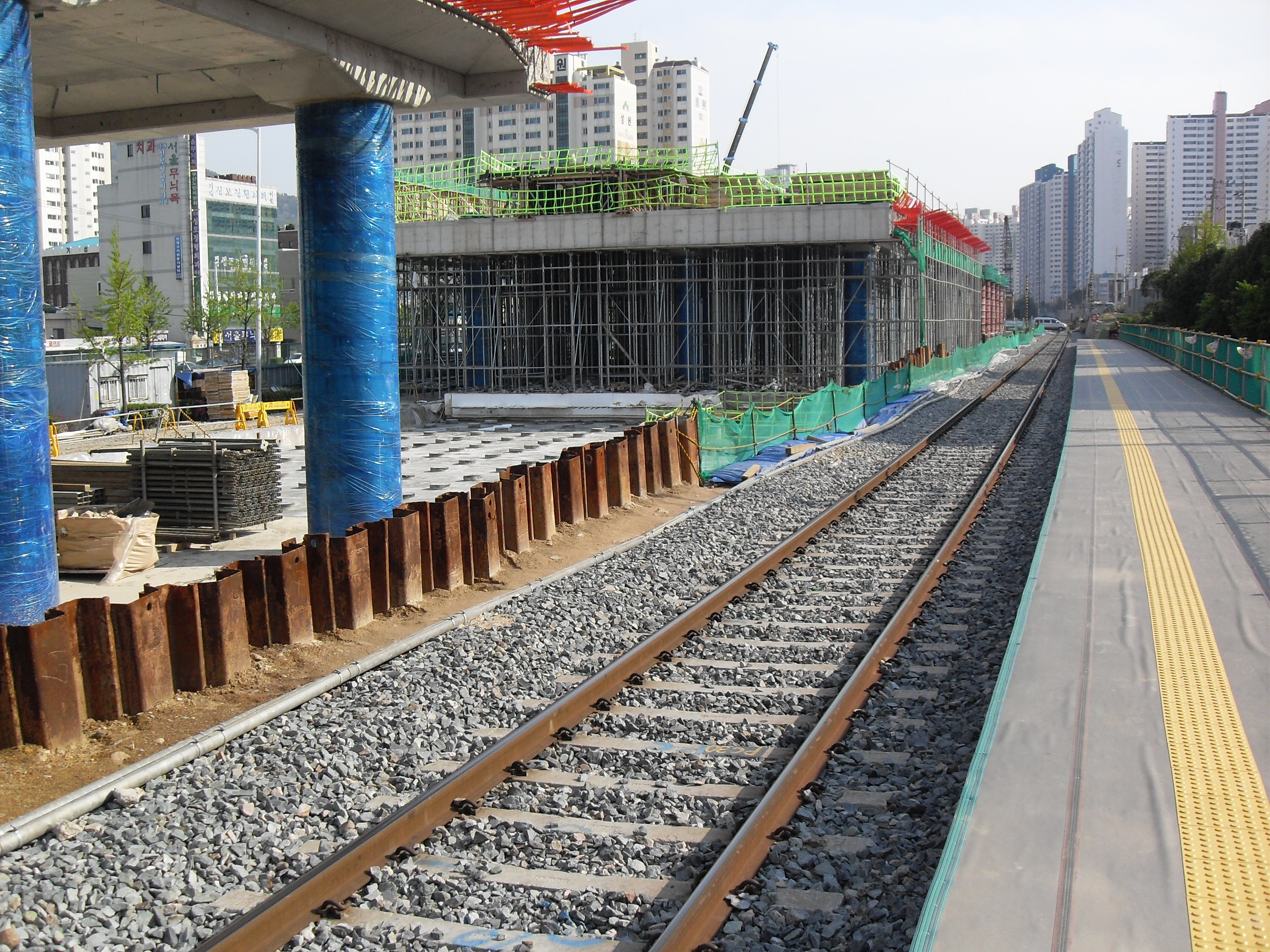
구 거제역 타는 곳(2010년)

## 인접한 역
| 동해선                | 동해선            | 동해선                |
| --------------------- | ----------------- | --------------------- |
| K110 부전 (지상) 방면 | ● 동해선 광역전철 | K112 거제 태화강 방면 |